# Saskia & Serge
Saskia & Serge is een zangduo dat bestaat uit gitarist/zanger Ruud Schaap (Den Helder, 22 maart 1946) en zangeres Trudy van den Berg (Grootebroek, 23 april 1947).

## Historie
Bij de Loosdrechtse talentenjacht 'Cabaret der Onbekenden' van organisator Max van Praag won het duo Trudy & Ruud in 1967 de eerste prijs voor het beste Nederlandstalige lied. In 1969 ging het duo verder onder de naam Saskia & Serge. Hun repertoire bestond uit simpele en onschuldige teksten over de natuur, de liefde en het leven.
In 1969 trouwden Saskia & Serge.
In 1970 deden Saskia & Serge mee aan de Nederlandse voorronden van het Eurovisiesongfestival. Met het nummer Spinnewiel werd het duo tweede; de single belandde in de Tipparade. Op het eind van datzelfde jaar verscheen hun debuutalbum, waarop duidelijk invloeden te horen waren van Bob Dylan en het Israëlische duo Esther & Abi Ofarim. Van de Stichting Conamus ontving het duo de Zilveren Harp.
In 1971 werd de single Zomer in Zeeland (op de melodie van Try to remember) een bescheiden hit. Dit nummer zou later uitgroeien tot een klassieker in het repertoire van het duo. Met het nummer Tijd...., geschreven door Joop Stokkermans en Gerrit den Braber, traden Saskia & Serge op in het Eurovisiesongfestival en bereikten ze de zesde plaats. Hun tweede album, Liedjes van alle tijden, verscheen, maar dit werd geen groot succes.
In 1973 brachten ze drie albums uit: Er bloeit een bloem, Portret en Expres voor U. Ook hiermee braken zij nog steeds niet door bij het grote publiek.
In 1974 verscheen het album Verzoekprogramma, in 1975 gevolgd door het album 5 Jaar Saskia & Serge. Hierna stopte het duo met hun Nederlandstalig repertoire en ging het verder met country & western.
In 1976 verscheen het eerste country-album We'll give you everything. Het titelnummer werd uitgebracht en bereikte in april de top tien. De opvolgende single Don't tell me stories haalde in augustus de top tien van de Nationale Hitparade. De nieuwe stijl van Saskia & Serge werd ook buiten Nederland gewaardeerd. Als eerste Nederlandse artiesten mochten Saskia & Serge optreden in de beroemde club Grand Ole Opry in de Amerikaanse stad Nashville. Naar aanleiding van dit optreden werd in Nashville het studioalbum In Nashville, U.S.A. opgenomen dat zowel in Nederland als (in een iets gewijzigde samenstelling) in de Verenigde Staten werd uitgebracht. De single Jambalaya werd een hit in de Verenigde Staten.
In 1978 had het duo met de single Battle of Sally Ann een klein hitje. Hierna vonden Saskia & Serge het tijd voor de volgende muzikale verandering. In 1980 verscheen de single Mama he's a soldier now in het middle of the road-genre en werd hun grootste hit ooit die in de destijds drie hitlijsten op Hilversum 3 de 6e positie bereikte in zowel de Nederlandse Top 40 als de TROS Top 50 en de 9e positie in de Nationale Hitparade. Het duo ging verder in dit genre op hun volgende album, Something special uit 1981.
In 1984 keerden Saskia & Serge terug naar de country. De medley The country disco train werd een hitje (nummer 14 - febr. '84), maar de single I know (sept. '84) kwam door distributieproblemen niet verder dan de Tipparade. In 1984 werd ook het verzamelalbum Greatest Hits uitgebracht. In 1985 verscheen het album The ring of love en in 1986 The best from the West.
Na enkele jaren niets van zich te hebben laten horen, keerden Saskia & Serge in 1992 terug met de nummers Als je zachtjes zegt 'Ik hou van jou' en Alles wat ik doe (dat doe ik voor jou). In 1993 verscheen de tweede cd-versie van The best from the West.
In 1998 verschenen twee albums, Sterker dan ooit en Baby I'll give you everything. De eerstgenoemde bevat Nederlandstalige uitvoeringen van bekende countrynummers. Deze uitvoeringen zijn onder meer bewerkt door Leo Driessen en Astrid Nijgh. Ook bevat de cd een medley van nummers van The Carpenters.
In 2000, het jaar van het dertigjarig jubileum van Saskia & Serge, verscheen het album In de wolken met de gelijknamige single. In 2001 verscheen de opvolger, Vlinders.
Op 15 december 2008 verscheen het 15e studioalbum van het duo, getiteld Mooie liedjes. Op dit album staan voornamelijk eigen bewerkingen van klassiekers, zoals Willeke Alberti's Telkens weer, Wim Sonnevelds Het dorp en Conny Vandenbos' Een roosje, m'n roosje.
Op maandagavond 31 januari 2011 leverden Saskia en Serge een bijdrage aan de serie "DWDD recordings" van het televisieprogramma "De Wereld Draait Door" op destijds Nederland 3.
Op 11 april 2024 deden ze mee als secret singers aan het muziekprogramma Secret Duets.

## Onderscheiding
Op 29 april 2004 werden Saskia & Serge benoemd tot Ridders in de Orde van Oranje Nassau.

## Discografie

### Albums
| Album met eventuele hitnotering(en) in de Nederlandse Album Top 100 | Datum van verschijnen | Datum van binnenkomst | Hoogste positie | Aantal weken | Opmerkingen |
| ------------------------------------------------------------------- | --------------------- | --------------------- | --------------- | ------------ | ----------- |
| Saskia & Serge                                                      | 1970                  | 09-01-1971            | 26              | 23           |             |
| Liedjes Voor Alle Tijden                                            | 1971                  | -                     |                 |              |             |
| Songs For All Seasons                                               | 1971                  | -                     |                 |              |             |
| Er Bloeit Een Bloem                                                 | 1972                  | -                     |                 |              |             |
| Expres Voor U                                                       | 1973                  | -                     |                 |              |             |
| We'll Give You Everything                                           | 1976                  | 31-07-1976            | 14              | 13           |             |
| In Nashville, USA                                                   | 1977                  | -                     |                 |              |             |
| Some Girls Grow Up                                                  | 1978                  | -                     |                 |              |             |
| Something Special                                                   | 1981                  | 19-09-1981            | 31              | 5            |             |
| The Ring Of Love                                                    | 1985                  | -                     |                 |              |             |
| The Best From The West (lp + cd)                                    | 1986                  | 17-05-1986            | 32              | 10           |             |
| 12 Wereldhits Nederlandstalig                                       | 1992                  | -                     |                 |              |             |
| Sterker Dan Ooit                                                    | 1998                  | 13-06-1998            | 36              | 14           |             |
| In De Wolken                                                        | 2000                  | -                     |                 |              |             |
| Mooie liedjes                                                       | 2008                  | -                     |                 |              |             |

- Verzamelalbums en heruitgaven:
  - 1973 - Portret Van Saskia & Serge (heruitgave van de 2e lp)
  - 1974 - Verzoekprogramma (koppeling van de eerste 2 lp's)
  - 1975 - 5 Jaar Saskia & Serge (compilatie 1970-1974)
  - 1977 - Zomer In Zeeland (heruitgave van de 1e lp)
  - 1977 - We'll Give You Everything (heruitgave)
  - 1978 - Saskia & Serge (Amerikaanse uitgave)
  - 1979 - I Believe In Love (Amerikaanse uitgave)
  - 1979 - In Nashville USA (heruitgave)
  - 1984 - Greatest Hits (compilatie 1980-1984)
  - 1988 - Verzoekprogramma (compilatie 1970-1974)
  - 1993 - The Best From The West (heruitgave van het album uit 1986)
  - 1994 - Voor Het Eerst, Voor Het Laatst (compilatie 1984-1994)
  - 1994 - Als Je Zachtjes Zegt "Ik Hou Van Jou" (heruitgave van bovenstaande compilatie)
  - 1995 - The Best Of The West (heruitgave van het album uit 1986 met een iets gewijzigde titel)
  - 1998 - Baby I'll Give You Everything (compilatie 1976-1981)

### Singles
| Single met eventuele hitnotering(en) in de Nederlandse Top 40 | Datum van verschijnen | Datum van binnenkomst | Hoogste positie | Aantal weken | Opmerkingen              |
| ------------------------------------------------------------- | --------------------- | --------------------- | --------------- | ------------ | ------------------------ |
| 't Spinnewiel                                                 | 1970                  | 7-03-1970             |                 | tip          |                          |
| Zomer in Zeeland                                              | 1971                  | 27-02-1971            | 33              | 2            |                          |
| Kon 't hier maar altijd zomer zijn                            | 1974                  | 25-05-1974            |                 | tip          |                          |
| Baby I'll give you everything                                 | 1976                  | 03-04-1976            | 10              | 7            | #8 in de Single Top 100  |
| Don't tell me stories                                         | 1976                  | 28-08-1976            | 11              | 8            | #13 in de Single Top 100 |
| Honey I'm falling in love again                               | 1977                  | 19-03-1977            | 31              | 4            |                          |
| The battle of Sally Ann                                       | 1978                  | 22-04-1978            | 34              | 3            |                          |
| Mama he's a soldier now                                       | 1980                  | 06-12-1980            | 6               | 10           | #9 in de Single Top 100  |
| There's a song                                                | 1981                  | 04-04-1981            | 37              | 3            | #29 in de Single Top 100 |
| Mama mia                                                      | 1981                  | 26-09-1981            | 23              | 3            | #18 in de Single Top 100 |
| My flyer and me                                               | 1982                  | -                     |                 |              | #45 in de Single Top 100 |
| The country disco train                                       | 1984                  | 25-02-1984            | 14              | 5            | #16 in de Single Top 100 |
| Let me fly                                                    | 1985                  | -                     | tip19           |              |                          |
| Als je zachtjes zegt ik hou van jou                           | 1992                  | 06-06-1992            | 23              | 6            | #20 in de Single Top 100 |
| Alles wat ik doe (dat doe ik voor jou)                        | 1992                  | -                     |                 |              | #49 in de Single Top 100 |
| Als ik kijk in je donkere ogen                                | 1998                  | -                     |                 |              | #69 in de Single Top 100 |
| Wat moet ik doen                                              | 1998                  | -                     |                 |              | #88 in de Single Top 100 |

1956: Jetty Paerl + Corry Brokken · 
1957: Corry Brokken · 
1958: Corry Brokken · 
1959: Teddy Scholten · 
1960: Rudi Carrell · 
1961: Greetje Kauffeld · 
1962: De Spelbrekers · 
1963: Annie Palmen · 
1964: Anneke Grönloh · 
1965: Conny Vandenbos · 
1966: Milly Scott · 
1967: Thérèse Steinmetz · 
1968: Ronnie Tober · 
1969: Lenny Kuhr · 
1970: Hearts of Soul · 
1971: Saskia & Serge · 
1972: Sandra & Andres · 
1973: Ben Cramer · 
1974: Mouth & MacNeal · 
1975: Teach-In · 
1976: Sandra Reemer · 
1977: Heddy Lester · 
1978: Harmony · 
1979: Xandra · 
1980: Maggie MacNeal · 
1981: Linda Williams · 
1982: Bill van Dijk · 
1983: Bernadette · 
1984: Maribelle · 
1986: Frizzle Sizzle · 
1987: Marcha · 
1988: Gerard Joling · 
1989: Justine Pelmelay · 
1990: Maywood · 
1992: Humphrey Campbell · 
1993: Ruth Jacott · 
1994: Willeke Alberti · 
1996: Maxine & Franklin Brown · 
1997: Mrs. Einstein · 
1998: Edsilia Rombley · 
1999: Marlayne · 
2000: Linda Wagenmakers · 
2001: Michelle · 
2003: Esther Hart · 
2004: Re-union · 
2005: Glennis Grace · 
2006: Treble · 
2007: Edsilia Rombley · 
2008: Hind · 
2009: Toppers · 
2010: Sieneke · 
2011: 3JS · 
2012: Joan Franka · 
2013: Anouk · 
2014: The Common Linnets · 
2015: Trijntje Oosterhuis · 
2016: Douwe Bob ·
2017: OG3NE · 
2018: Waylon · 
2019: Duncan Laurence · 
2021: Jeangu Macrooy · 
2022: S10 ·
2023: Mia Nicolai & Dion Cooper ·
2024: Joost Klein ·
2025: Claude